# Klauke (Unternehmen)
Die Gustav Klauke GmbH aus Remscheid ist ein Hersteller von elektrischer Verbindungstechnik und Werkzeugen zum Pressen, Schneiden und Lochen. Zudem fertigt Klauke auch Sonderlösungen für verschiedene Branchen.

## Unternehmen

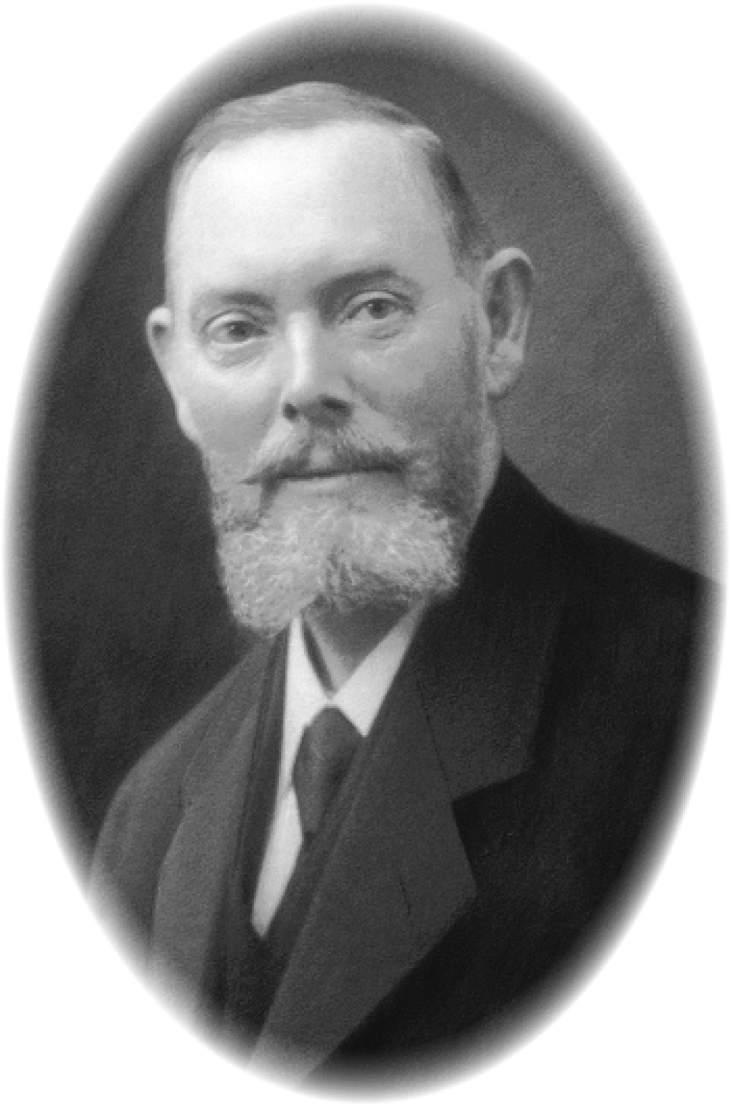
Unternehmensgründer: Gustav Klauke

Gustav Klauke gründete 1879 das Unternehmen, woraus sich auch die Namensgebung ableitet. In den ersten 80 Jahren der Firmengeschichte wurden vorwiegend Zangen beispielsweise für das Uhrmacherhandwerk hergestellt. In den 1960er Jahren erschloss man ein neues Betätigungsfeld – die elektrische Verbindungstechnik. Zu Beginn produzierte Klauke Kabelschuhe und handmechanische Presswerkzeuge. In den 1970ern war das Unternehmen rund 40 Mann stark. Um Raum für die weitere Entwicklung und das Wachstum des Unternehmens zu schaffen, zogen 1980 die Verwaltung, der Vertrieb und ein Teil der Fertigung in ein neu angelegtes Industriegebiet in Remscheid um. Von dort wurde die Expansion 1987 mit der ersten ausländischen Niederlassung in den USA vorangetrieben. In den folgenden Jahren wurden sieben weitere Tochtergesellschaften in Europa und Asien gegründet. Im Jahr 1990 wuchs die Gustav Klauke GmbH aufgrund des Ankaufs des Betriebes HAW im sächsischen Bernsdorf weiter. Hier wird nach wie vor ein Teil der Produktion betrieben. Doch Klauke wuchs nicht nur weltweit mit Tochtergesellschaften und Produktionsstätten, auch das Produktangebot erweiterte sich. 1994 wurde beispielsweise das erste akkuhydraulische Presswerkzeug produziert, mit dem das Unternehmen auch im Bereich Sanitär- und Heizungsinstallation tätig wurde.
1996 wurde das bis dahin inhabergeführte Familienunternehmen von Textron übernommen und in die Greenlee Division integriert. Dadurch erweiterte sich auch die weltweite Präsenz. Die Mitarbeiterzahl war zu diesem Zeitpunkt auf 200 angestiegen. 2002 wurde das weltweit erste stabförmige akkuhydraulische Werkzeug, die Klauke mini, am Markt eingeführt. 2007 wurde ein neues Logistikzentrum am Standort in Remscheid errichtet. Im Jahr 2008 wurde das Unternehmen Utilux Europe, ein Hersteller von Verbindungsmaterial und kundenindividuellen Stanzteilen, erworben. Heute firmiert es als Tochtergesellschaft Klauke Slowakei mit Sitz in Dolný Kubín. An diesem Standort werden gegenwärtig Kabel- und Leitungssätze, Verbindungsmaterialien und kundenspezifische Stanzteile produziert. Im Juli 2018 erfolgte durch den Verkauf von Klauke an die Emerson Electric Company ein Wechsel der Konzernzugehörigkeit. Von nun an ist Klauke ein Teil der Emerson-Sparte „Professional Tools“ und nicht mehr an Textron angeschlossen.
Gegenwärtig entwickeln, produzieren und vertreiben mehr als 1250 Mitarbeiter das Klauke Sortiment an zwölf Standorten in Europa und Asien/Pazifik sowie über die Greenlee Organisation in Nord- und Südamerika.

## Produkte

### Marken
die Produkte von Klauke werden unter zwei Marken vertrieben:
- Klauke: Elektrische Verbindungstechnik, Press-, Schneid- und Handwerkzeuge
- Greenlee: Lochwerkzeuge, Kabeleinzugstechnik, Test-, Mess- und Prüfgeräte

### Produktbereiche
- Elektro: Herstellung von Produkten für die elektrische Verbindungstechnik mit passenden Einsätzen für Press- und Schneidwerkzeuge.
- Sanitär: Presswerkzeuge und Zubehör für die Sanitär- und Heizungsinstallation.
- Automobilbranche: Klauke entwickelt und produziert elektrische Verbindungstechnik und Sonderwerkzeuge für die Automobilindustrie, zertifiziert nach ISO/TS 16949:2016. Klauke-Lösungen kommen zum Beispiel in Bordnetzen, Motorenkonzepten oder der Elektromobilität zum Einsatz.
- Konfektionierung: Kundenindividuelle Stanzteile, Verbindungsmaterialien, Verbinder und konfektionierte Kabel.
- Sonderwerkzeuge: Bei Pressverbindungen in der lötfreien Verbindungstechnik sind Klaukes akkuhydraulische Werkzeuge marktführend. Die Klauke Press- und Schneidwerkzeuge sind zudem die technologische Basis für kundenindividuelle Sonderlösungen in vielen Bereichen.

## Mitarbeiter und Ausbildung
Am Unternehmenssitz in Remscheid sind mehr als 550 Mitarbeiter beschäftigt, davon ca. 30 Auszubildende in gewerblichen und kaufmännischen Berufen. Klauke bildet in zwölf unterschiedlichen Berufen aus und beschäftigt Studenten in diversen Unternehmensbereichen.